# William Waldegrave (10e comte Waldegrave)
William Edward Seymour Waldegrave, 10e comte Waldegrave (2 octobre 1882 – 30 janvier 1933) est le fils de William Waldegrave (9e comte Waldegrave) et de Marie Dorothée Palmer. Il meurt célibataire à l'âge de 50 ans et est remplacé par son oncle, Henry Waldegrave (11e comte Waldegrave).